# KSFO (Hörfunksender)
Koordinaten: 37° 44′ 44″ N, 122° 22′ 44″ W
KSFO ist ein US-amerikanischer Hörfunksender aus San Francisco. KSFO wurde 1955 gegründet und ist als konservatives Talkradio bekannt. Der Sender gehört zu ABC Radio, die ihrerseits Teil der Walt Disney Company sind. Zu den bekannten Moderatoren von KSFO gehört Melanie Morgan und Brian Sussman.